# Miyuki Kuwano
Pour les articles homonymes, voir Kuwano.
Miyuki Kuwano (桑野みゆき, Kuwano Miyuki), née le 17 juillet 1942 dans l'arrondissement de Tsurumi-ku à Yokohama, est une actrice japonaise.

## Biographie
Miyuki Kuwano nait le 17 juillet 1942, sa mère, l'actrice Michiko Kuwano, meurt moins de quatre ans plus tard, le 1er avril 1946 des suites d'une hémorragie due à une grossesse extra-utérine.
Elle commence sa carrière d'actrice à l'âge de 13 ans dans Kakinoki no aru ie (1955). Elle rejoint la Shōchiku l'année suivante et apparaît dans Fleurs d'équinoxe de Yasujirō Ozu en 1958.
Miyuki Kuwano est apparue plus de cent films entre 1955 et 1967.

## Filmographie partielle

### Années 1950
- 1955 : Kakinoki no aru ie (柿の木のある家?) de Masato Koga
- 1956 : Kobushi no hana no saku koro (こぶしの花の咲く頃?) de Miyoji Ieki
- 1956 : Ueru tamashii (飢える魂?) de Yūzō Kawashima
- 1956 : Zoku ueru tamashii (続・飢える魂?) de Yūzō Kawashima
- 1957 : Bōryoku no hatoba (暴力の波止場?) de Manao Horiuchi
- 1958 : Aozora yo itsu made mo (青空よいつまでも?) de Yoshirō Kawazu
- 1958 : Modan dōchū: Sono koi mattanashi (モダン道中 その恋待ったなし?) de Yoshitarō Nomura
- 1958 : Fleurs d'équinoxe (彼岸花, Higanbana?) de Yasujirō Ozu : Hisako Hirayama
- 1959 : Itazura (いたづら?) de Noboru Nakamura
- 1959 : Les Soleils de demain (明日の太陽, Asu no taiyō?) de Nagisa Ōshima
- 1959 : Wakai sugao (若い素顔?) de Hideo Ōba
- 1959 : Yagyū tabi nikki: Tenchi musō ken (柳生旅日記 天地夢想剣?) de Ryō Hagiwara

### Années 1960
- 1960 : Koibito (恋人?) de Noboru Nakamura

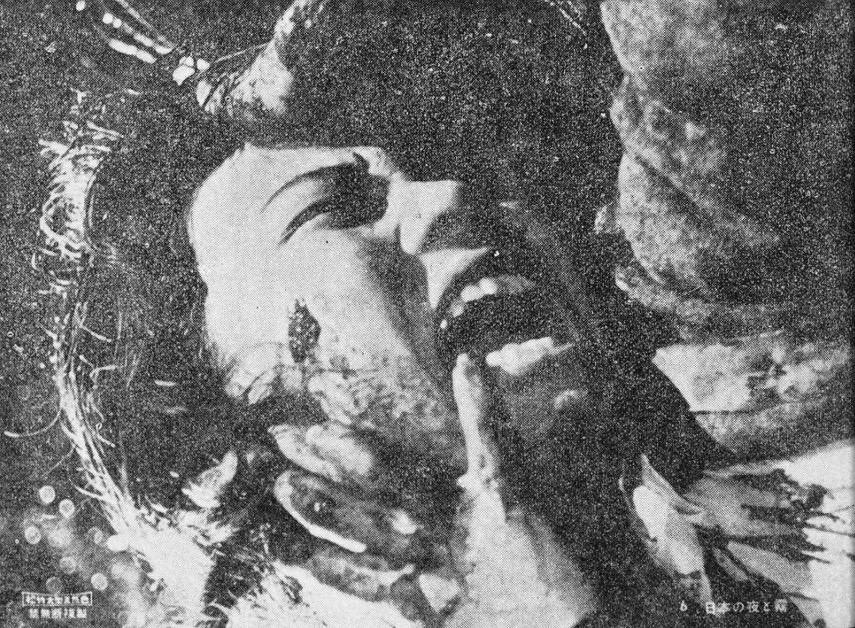
Miyuki Kuwano dans Nuit et brouillard du Japon (1960).

- 1960 : Contes cruels de la jeunesse (青春残酷物語, Seishun zankoku monogatari?) de Nagisa Ōshima : Makoto
- 1960 : Rishū (離愁?) de Hideo Ōba
- 1960 : Saigo no kirifuda (最後の切札?) de Yoshitarō Nomura
- 1960 : Nuit et brouillard du Japon (日本の夜と霧, Nihon no yoru to kiri?) de Nagisa Ōshima : Reiko Harada
- 1960 : Nami no tō (波の塔?) de Noboru Nakamura
- 1960 : Fin d'automne (秋日和, Akibiyori?) de Yasujirō Ozu : Michiko
- 1961 : Hikkoshi yatsure (引越やつれ?) de Manao Horiuchi
- 1961 : Koi no gashū (恋の画集?) de Yoshitarō Nomura
- 1961 : Shamisen to ōtobai (三味線とオートバイ?) de Masahiro Shinoda
- 1961 : Tsuma ari ko ari tomo arite (妻あり子あり友ありて?) d'Umetsugu Inoue
- 1961 : La Généalogie des sentiments (愛情の系譜, Aijo no keifu?) de Heinosuke Gosho
- 1961 : Chīsana hana no monogatari (小さな花の物語?) de Yoshirō Kawazu
- 1962 : Senkyaku banrai (千客万来?) de Noboru Nakamura
- 1962 : Aizen katsura (愛染かつら?) de Noboru Nakamura
- 1962 : Sanga ari (山河あり?) de Zenzō Matsuyama
- 1962 : Ano hashi no hotori de (あの橋の畔で?) de Yoshitarō Nomura
- 1962 : Kyūjin ryokō (求人旅行?) de Noboru Nakamura
- 1962 : Ano hashi no hotori de: Dainibu (あの橋の畔で 第2部?) de Yoshitarō Nomura
- 1962 : Zoku aizen katsura (続・愛染かつら?) de Noboru Nakamura
- 1963 : Ano hashi no hotori de: Daisanbu (あの橋の畔で 第3部?) de Yoshitarō Nomura
- 1963 : Rōma ni saita koi (ローマに咲いた恋?) de Yoshirō Kawazu
- 1963 : Ano hashi no hotori de: Kanketsu hen (あの橋の畔で 完結篇?) de Yoshitarō Nomura
- 1963 : Kagami no naka no razō (鏡の中の裸像?) de Noboru Nakamura
- 1964 : Fou à lier (馬鹿まるだし, Baka marudashi?) de Yōji Yamada
- 1964 : Hanzai no merodī (犯罪のメロディー?) d'Umetsugu Inoue
- 1964 : Trois Samouraïs Hors-la-loi (三匹の侍, Sanbiki no samurai?) de Hideo Gosha : Aya
- 1964 : Évasion du Japon (日本脱出, Nihon dasshutsu?) de Yoshishige Yoshida
- 1964 : Sueur douce (甘い汗, Amai ase?) de Shirō Toyoda
- 1964 : Le Contour de la nuit (夜の片鱗, Yoru no henrin?) de Noboru Nakamura
- 1965 : Le Radis et la Carotte (大根と人参, Daikon to ninjin?) de Minoru Shibuya
- 1965 : Suruga yūkyōden: Dokyō garasu (駿河遊侠伝 度胸がらす?) de Kazuo Mori
- 1965 : Barberousse (赤ひげ, Akahige?) d'Akira Kurosawa
- 1965 : Zettai tasū (ぜったい多数?) de Noboru Nakamura
- 1966 : Le Sang du damné (五匹の紳士, Gohiki no shinshi?) de Hideo Gosha
- 1966 : Yogiri no bojō (夜霧の慕情?) d'Akinori Matsuo
- 1967 : Zankyō abare hada (残侠あばれ肌?) de Kiyoshi Saeki
- 1967 : Ā, kimi ga ai (あゝ君が愛?) de Yoshitarō Nomura
- 1967 : Daraku suru onna (堕落する女?) de Kōzaburō Yoshimura